# Partido de los Billetes Verdes

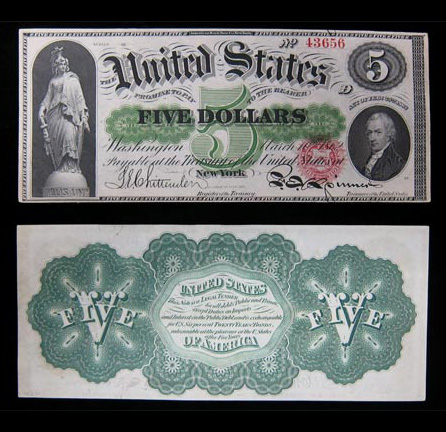
Un billete de 5 dólares popularmente conocido como greenback por el color verde de la tinta usada en su reverso.

El Partido de los Billetes Verdes (en inglés: Greenback Party) fue un partido de Estados Unidos fundado en 1875. Tenía como principal punto de su programa, de ahí su nombre, el aumento de la emisión de billetes (conocidos popularmente como greenback por su color verde en el reverso) para así frenar la caída de los precios agrarios. En las elecciones de medio mandato de 1878 llegó a conseguir un millón de votos y quince escaños ―cuatro según otra fuente― en la Cámara de Representantes de los Estados Unidos. La mayor parte de sus seguidores eran granjeros de los estados del oeste y del sur. Sin embargo en las elecciones presidenciales de Estados Unidos de 1880 su candidato, James B. Weaver, de Iowa, sólo obtuvo 300.000 votos. Aún obtuvo un peor resultado en las presidenciales de 1884. Poco después se disolvió. Algunos de sus miembros participaron en la fundación del populista Partido del Pueblo.